# 水村リア
水村 リア（みずむら リア、1986年〈昭和61年〉3月16日 - ）は、アメリカ合衆国・ロサンゼルス育ちのモータースポーツプロモーター、モデル、MC、元レースクイーンである。
バイリンガルで英語を得意とする帰国子女。愛称は「りーあ」「りあーな」「Leah」。本名は水村 理愛（読み方同じ）。
元所属事務所はプリッツコーポレーション。同事務所所属の日野礼香と共に芸能事務所『まくびー』と業務提携していた他、2015年よりGeo PromotionにJASPERとして所属していた。現在は国内モータースポーツのプロモーターとして勤務するなど、国内外のモータースポーツ界で活動している。

## 略歴・人物
ロサンゼルスにて俳優・モデル・イメージガール・ピアニスト・ダンサーとして活動の後、日本に帰国し動物看護師を目指していたが、学費稼ぎのために始めたイベントコンパニオンの仕事をしている間にレースクイーンになる気持ちが芽生え、卒業後本格的なモデル活動を開始した。
2011年のフォーミュラ・ニッポンで「TEAM 無限 SPLASH LADY」としてレースクイーンデビュー。その後2012年から3年連続で、SUPER GT500クラス「ウイダー モデューロ童夢レーシング」のレースクイーンを担当。2013年と2014年の日本レースクイーン大賞ではファイナリストに入った。
2014年よりSUPER FORMULAのオフィシャルステージMCも務めるなど、モータースポーツの場でのMCとしても活動している。2015年はダンスボーカルユニット「JASPER」（ジャスパー）のメンバーとして歌手・パフォーマンス活動も行った。
モータースポーツや市販車等のライターとして活動の幅を広げながら、2017年にN-ONE OWNER'S CUPにレーシングドライバーとして参戦。89号車 KENWOOD Modulo N-ONEのドライバーを務める。自家用車もHondaの軽自動車N-ONE。
趣味はカフェ巡り・モータースポーツ観戦、特技は英会話・ダンス。動物看護師としての資格を持っており、犬・熱帯魚を飼っている動物好き。
2019年より、SUPER GT参戦チームであるチームクニミツのチームマネージャーを務めながら、SUPER FORMULAでMC、他翻訳業など兼務して活動している。2022年はSUPER FORMULAの英語放送が開始、英語でのピットレポーターを務める。同年度、世界ラリー選手権の日本大会「2022フォーラムエイト・ラリージャパン」では英語MCを担当。2023年からSUPER FORMULAのプロモーター会社である株式会社日本レースプロモーションに勤務している。

## 活動経歴

### レースクイーン
| 年度   | カテゴリー             | チーム名                                                | 相方                 |
| ------ | ---------------------- | ------------------------------------------------------- | -------------------- |
| 2011年 | フォーミュラ・ニッポン | TEAM無限「SPLASH LADY」                                 | 佐々木優             |
| 2012年 | SUPER GT               | ウイダーホンダ レーシング「ウイダーＧＴガール」         | 橘七美姫             |
| 2013年 | SUPER GT               | ウイダー モデューロ童夢レーシング「ウイダーＧＴガール」 | 橘七美姫             |
| 2013年 | MotoGP                 | Moto2 IDEMITSU Honda Team Asia「ZEPRO GIRL」            | 佐野未来             |
| 2014年 | SUPER GT               | ウイダー モデューロ童夢レーシング「inゼリーGTガール」   | 橘七美姫             |
| 2014年 | MotoGP                 | Moto2 IDEMITSU Honda Team Asia「IDEMITSU GIRLS」        | 大山美保             |
| 2014年 | GT Asia                | Absolute Racing「Absolute Racing Race Queen」           | 関ゆりの・愛内ゆかり |

### レース参戦
| 年度   | カテゴリー        | No. | チーム名 | マシン名             |
| ------ | ----------------- | --- | -------- | -------------------- |
| 2017年 | N-ONE OWNER'S CUP | 89  | R'CELL   | KENWOOD Modulo N-ONE |
|        |                   |     |          |                      |

### MC
- 2014年　SUPER FORMULA オフィシャルステージMC
- 2014年　SHOW GIFT 2014 ~super pleasure -XYZ-~ ゲストMC
- 2015年　ハイパーミーティング in 筑波サーキット ステージMC[注 1]
- 2015年　SUPER FORMULA オフィシャルステージMC
- 2016年　SUPER FORMULA オフィシャルステージMC
- 2017年　SUPER FORMULA オフィシャルステージMC
- 2018年　SUPER FORMULA オフィシャルステージMC
- 2018年　ドリフトキングダムMC(第4戦より)
- 2019年　SUPER FORMULA オフィシャルステージMC
- 2019年　TCR Japan series 場内実況MC
- 2019年　Intercontinental Drifting Cup　レポーター
- 2020年  第10回日本レースクイーン大賞 授賞式MC[注 2]
- 2021年　TCR Japan series 場内実況MC
- 2022年　SUPER FORMULA 英語放送 ピットレポーター[11]

### 音楽活動
- 2015年　ダンスボーカルユニット「JASPER」 (2015.03.21デビュー)

### イメージガール
- 年不明　KDDI mobile America イメージガール（アメリカ）
- 2010年　DUNLOPサポートガール
- 2011年　バドワイザーアンバサダー
- 2013年4月　東京オートサロン in シンガポール イメージガール「J-girls」[注 3]
- 2014年4月　ハイパーミーティング　イメージガール「J-girls @ Hyper Meeting」（他メンバー：佐野真彩、森脇亜紗紀）[動画 2]
- 2014年　ウイダーガール
- 2015年　Moduloスマイル（SUPER GT）[19]
- 2016年　Moduloスマイル （Honda Access Modulo / SUPER GT）
- 2017年　Moduloスマイル  MC （Honda Access Modulo / SUPER GT, SUPER耐久）
- 2018年　Moduloスマイル  MC （Honda Access Modulo / SUPER GT, SUPER耐久）

### イベント
- 2010年　東京オートサロン　LIQUI MOLY
- 2010年　スペシャルインポートカーショー　LIQUI MOLY
- 2010年　東京ゲームショウ　Microsoft
- 2011年　東京オートサロン　LIQUI MOLY[5]
- 2011年　東京ゲームショウ　バンダイナムコゲームス
- 2011年　東京モーターショー　フォルクスワーゲン
- 2012年　東京オートサロン　LIQUI MOLY
- 2012年　名古屋オートトレンド　LIQUI MOLY
- 2012年　東京ゲームショウ   カプコン[1]
- 2013年　東京オートサロン   クムホタイヤ
- 2013年　東京モーターショー　GOOD YEAR
- 2014年　東京ゲームショウ   カプコン[注 4]
- 2015年　東京オートサロン　avex キャンペンガール[注 5]
- 2016年　東京オートサロン　Honda・Modulo モデューロスマイル
- 2017年　多数イベントMCとして出演
- 2018年　東京オートサロン・大阪オートメッセ　他イベント出演
- 2019年　東京オートサロン・モータースポーツジャパン　他イベント出演
- 2020年　東京オートサロン・日本レースクイーン大賞授賞式　他イベント出演

### CM・雑誌・モデル
- 年不明　Dirty Jeans ファッションモデル（アメリカ）
- 2008年　KDDI America Mobile Girl   (アメリカ)
- 2008年　Brastel International Calling Card コマーシャル（アメリカ）
- 2008年　Japan Film Festival Los Angeles コマーシャル（アメリカ）
- 2010年　VIP STYLE  Debut Girl
- 2010年　GALS PARADISE 2010東京オートサロン編
- 2011年　GALS PARADISE 2011東京オートサロン編
- 2011年　GALS PARADISE レースクイーンデビュー編
- 2011年　GALS PARADISE トップレースクイーン編
- 2012年　GALS PARADISE 2012東京オートサロン編
- 2012年　GALS PARADISE 2012スーパーＧＴレースクイーン　オフィシャルガイドブック
- 2012年　GALS PARADISE 2012レースクイーンデビュー編
- 2012年　GALS PARADISE 2012トップレースクイーン編
- 2012年　GALS PARADISE 2012日本レースクイーン大賞編
- 2012年　サイクルモードインターナショナル2012 サイクルウェアコレクション  モデル
- 2013年　GALS PARADISE 2013東京オートサロン編
- 2013年　GALS PARADISE 2013　SUPERGT レースクイーン　オフィシャルガイドブック
- 2013年　GALS PARADISE 2013 レースクイーンデビュー編
- 2013年　GALS PARADISE 2013 トップレースクイーン編
- 2013年　GALS PARADISE 2013 日本レースクイーン大賞編
- 2014年　GALS PARADISE 2014　SUPERGT レースクイーン　オフィシャルガイドブック
- 2014年　GALS PARADISE 2014 レースクイーンデビュー編
- 2014年　CAPCON STYLE  TGS2014版　グラビア掲載
- 2014年　GALS PARADISE 2014 トップレースクイーン編
- 2014年　GALS PARADISE 2014 日本レースクイーン大賞編　本誌表紙・グラビア・DVD出演

- 2015年　ホリデーオート 「リア充 スマイルラウンジ」コラム連載
- 2015年　ハイパーレブ 『ホンダ・NSX No.3』コラム掲載
- 2016年　ハイパーレブ 「S660&BEAT」コラム連載

- 2016年   月間自家用車 「リア的モタスポ  FUN&SMILE」コラム連載
- 2017年　Honda Style  「ModuloXで行く！女子旅」シリーズ、「N-ONE OWNER'S CUP参戦記」シリーズ  連続掲載
- 2017年　ハイパーレブ 「S660」特典DVD出演・コラム連載
- 2017年　S660Magazine  N-ONE OWNER'S CUP特集

### テレビ番組
- 2013年　MBS「カンニング竹山のゼニウスの夜」レギュラー（2013年3月6日放送分〜）
- 2013年　TBS「マツコの知らない世界」番組情報宣伝ガール
- 2013年　TVTOKYO「チャージ730!」番組内レポーター

### 映画
- 2006年　ワイルド・スピードX3 TOKYO DRIFT（原題: The Fast and the Furious: Tokyo Drift ）
- その他、多数長編・短編映画に出演